# Оргоста
Оргоста (алб. Orgjosti, серб. Оргоста) — село на північному сході Албанії.

## Географія
Входить до складу громади Запод округу Кукес. Розташоване в албанській частині історичної області Гора на південних схилах горах Коритник. Основним населенням якої є етнічна група горанці. Крім села Оргоста, горанці в Албанії живуть також в селах Бор'є, Запод, Кошаріште, Орешек, Очікле, Пакіша, Шіштевац та Цернолево.
Найближче до Оргости розташовуються горанські села Пакіша і Кошаріште — на північний захід від Оргости. Менш ніж за два кілометри на схід від Оргости знаходиться горанске село Орчуша (на території Косово).

## Історія
Після Другої Балканської війни 1913 року частина території історичної області Гора, на якій розташоване село Оргоста, була передана Албанії. У 1916 році під час експедиції в Македонію і Поморав'є село відвідав болгарський мовознавець Стефан Младенов, за його підрахунками в селі в той час було близько 70 будинків.
Згідно з рапортом головного інспектора-організатора болгарських церковних шкіл в Албанії Сребрена Поппетрова, складеним в 1930 році, у селі Оргоста налічувалося близько 100 будинків.